# Reporteri bez granica
| Dobra situacija Zadovoljavajuća situacija Zabeleženi problemi | Ozbiljna situacija Veoma ozbiljna situacija Bez podataka |

Reporteri bez granica (engl. Reporters Without Borders - RWB), takođe poznata po svom originalnom imenu Reporters Sans Frontières (RSF), internacionalna je neprofitna, nevladina organizacija bazirana u Parizu koja sprovodi političko propagiranje po pitanjima koja se tiču slobode informisanja i slobode štampe.
Reporteri bez granica imaju dve glavne sfere delovanja: jedna je fokusirana na internetsku cenzuru i nove medije, a druga na pružanje materijalne, finansijske i psihološke pomoći novinarima koji deluju u opasnim područjima. Njihove misije su da kontinuirano prate napade na slobodu informacija širom sveta, denunciraju takve napade u medijima, deluje u saradnji sa vladama u borbi protiv cenzure i zakona čiji je cilj ograničavanje slobode informisanja, moralna i finansijska pomoć progonjenim novinarima, kao i njihovim porodicama. Oni isto tako nude materijalnu pomoć ratnim dopisnicima u cilju poboljšanja njihove bezbednosti.

## Zaleđina
Reportere bez granica su osnovali Robert Menard, Remi Luri, Žak Molenat i Emilien Žubino, u Monpeljeu, Francuska 1985. godine. Njegovo sedište je u 2. okrugu Pariza. RWB takođe održava urede u Berlinu, Briselu, Ženevi, Madridu, Rimu, Štoholmu, Tunisu, Beču, i Vašingtonu. Njihov prvi ured u Aziji, locira u Tajpeju, Tajvan, zvanično je otvoren u julu 2017. Tajvan je pet godina zaredom, od 2013. godine, proglašen najboljom azijskom državom u RSF-ovom indeksu slobode štampe, a 2017. je bio rangiran na 45. mestu.
U početku je udruženje radilo na promociji alternativnog novinarstva, ali bilo je neslaganja između osnivača. Konačno je ostao samo Menard i on je promenio smer organizacije ka promociji slobode štampe. Reporteri bez granica navode da svoju inspiraciju crpi iz člana 19 Univerzalne deklaracije o ljudskim pravima iz 1948. godine, prema kojem svako ima „pravo na slobodu mišljenja i izražavanja”, kao i pravo na „traženje, primanje i prenos” informacija i ideja „bez obzira na granice”.
Menard je bio prvi generalni sekretar RVB-a. Žan-Fransoa Žulijard je nasledio je Menarda 2008. godine. Kristof Deloar je nasledio Žulijarda u julu 2012. godine, kada je postao generalni direktor.

## Publikacije

### Barometar slobode štampe
RWB održava „Barometar slobode štampe” na svom vebsajtu na kome se vidi broj novinara, medijskih pomoćnika, netizena i građanskih novinara koji su ubijeni ili zatvoreni tokom godine.
|        | Ubijeno  | Ubijeno         | Ubijeno  | Uhapšeno                   | Uhapšeno |
| Godina | Novinari | Medijski asist. | Netizeni | Novinari + Medijski asist. | Netizeni |
| 2017   | 54       | 8               | 7        | 219                        | 107      |
| 2016   | 62       | 8               | 9        | 182                        | 149      |
| 2015   | 81       | 6               | 20       | 169                        | 163      |
| 2014   | 73       | 11              | 21       | 178                        | 178      |
| 2013   | 79       | 4               | 55       | 826                        | 127      |
| 2012   | 87       | 7               | 49       | 879                        | 144      |
| 2011   | 67       | 2               | 10       | 1044                       | 199      |
| 2010   | 58       | 1               | 0        | 535                        | 152      |
| 2009   | 75       | 2               | 0        | 573                        | 151      |
| 2008   | 60       | 1               | 0        | 673                        | 59       |
| 2007   | 88       | 22              | 0        |                            |          |
| 2006   | 85       | 32              | 0        |                            |          |
| 2005   | 64       | 5               | 0        |                            |          |
| 2004   | 63       | 16              | 0        |                            |          |
| 2003   | 43       | 3               | 0        |                            |          |
| 2002   | 25       | 4               | 0        |                            |          |

### Priručnici za novinare i blogere
Tokom godina, RWB je objavio nekoliko priručnika za pružanje pomoći novinarima i blogerima, kao i za podizanje svesti javnosti, uključujući:
- Vodič za novinare koji su prisiljeni da pobegnu u egzil, jun 2012.[33]
- Priručnik za blogere i sajber-disidente, septembar 2005, ažurirano u martu 2008.[34]
- Priručnik za novinare, april 2007, ažurirano u februaru 2013.[35]
- Priručnik za novinare tokom izbora, 2015. izdanje[36]
- Vodič za bezbednost novinara, decembar 2015.[37]

## Literatura
- Curtis, Michael Kent (2000). Free Speech, "The People's Darling Privilege": Struggles for Freedom of Expression in American History. Duke University Press. ISBN 9780822325291.
- Godwin, Mike (2003). Cyber Rights: Defending Free Speech in the Digital Age. MIT Press. ISBN 9780262571685.
- Grossman, Wendy M. (1997). Net.wars. New York University Press. ISBN 9780814731031.
- Kors, Alan Charles (2008). „Freedom of Speech”.  Ур.: Hamowy, Ronald. The Encyclopedia of Libertarianism. Thousand Oaks, CA: SAGE; Cato Institute. стр. 182—85. ISBN 978-1-4129-6580-4. LCCN 2008009151. OCLC 750831024. doi:10.4135/9781412965811.n112.
- Lewis, Anthony (2007). Freedom for the Thought That We Hate: A Biography of the First Amendment. Basic Books. OCLC 494134545. ISBN   9780465039173.
- McLeod, Kembrew (2007). Freedom of Expression: Resistance and Repression in the Age of Intellectual Property. Lawrence Lessig (foreword). University of Minnesota Press. ISBN 9780816650316.
- Nelson, Samuel P. (2005). Beyond the First Amendment: The Politics of Free Speech and Pluralism. The Johns Hopkins University Press. ISBN 9780801881732.
- Doomen, Jasper (2014). Freedom and Equality in a Liberal Democratic State. Bruylant. ISBN 9782802746232.
- Semeraro, Pietro (2009). L'esercizio di un diritto. Giuffre Milano.

## Spoljašnje veze
- Reporters Without Borders web site